# 프로젝트문
프로젝트문(Project Moon)은 수원시에 본사를 둔 대한민국의 비디오 게임 개발사이다. 2016년에 설립되었으며, 로보토미 코퍼레이션, 라이브러리 오브 루이나, 림버스 컴퍼니와 같은 작품을 개발했다.

## 역사
프로젝트문은 2016년 11월에 설립되었으며, 수원시 광교 신도시에 본사를 두고 있다. 회사 초기 멤버들은 창립자 김지훈이 모집한 대학생들로 구성되었다. 팀의 목표는 캐빈 인 더 우즈와 SCP 재단과 같은 초자연적 현상에 대한 미디어에서 영감을 받은 비디오 게임을 만드는 것이었다. 개발 비용은 2015년에 텀블벅에서 시작된 크라우드펀딩 캠페인을 통해 조달되었다. 최종 프로젝트인 로보토미 코퍼레이션은 2016년 12월 17일에 얼리 액세스를 시작했으며 2018년 4월에 출시되었다.
개발사의 다음 게임은 라이브러리 오브 루이나로, 2020년 5월 28일 얼리 액세스 타이틀로 처음 출시되었고 2021년 8월에 마이크로소프트 윈도우와 엑스박스 원용으로 정식 출시되었다. 이 게임에는 Mili의 음악이 포함되었고 로보토미 코퍼레이션의 서사를 이어나갔다. 2020년 3월, 회사는 로보토미 코퍼레이션을 기반으로 한 웹툰 원더랩을 출판하기 시작했다.
2021년, 데브시스터즈 벤처스는 경기도 콘텐츠진흥원이 2017년에 설립한 투자 펀드의 제안으로 프로젝트문에 약 20억 원(₩2,000,000,000)을 투자했다. 개발사는 2022년부터 도쿄 게임 쇼에 참가했으며, 인터뷰에서 출판업과 같은 다른 사업으로 확장을 원한다고 밝혔다. 개발사는 2023년 2월 27일 부분 유료 게임인 림버스 컴퍼니를 윈도우, iOS, 안드로이드용으로 출시했으며, 이전 게임들과 세계관을 공유한다.
이 회사는 햄햄팡팡이라는 테마 카페를 소유하고 있다.

### 노동 분쟁
2023년 7월 25일, 림버스 컴퍼니의 플레이어들은 프로젝트문의 한 아티스트가 과거에 남성 혐오적인 행동을 보였다며 퇴출되어야 한다고 주장하기 시작했다. 시위자들이 주장한 이유는 아티스트가 과거에 남성 혐오 활동에 참여했다는 것이었다. 이 아티스트는 수년 전부터 소셜 미디어 계정을 비활성화하고 피드를 삭제했지만, 시위자들은 다른 방법으로 삭제된 계정 기록을 파헤쳤고, 이는 아티스트가 2021년 회사에 입사하기 전인 2017년까지 거슬러 올라갔다. 시위자들은 몰카 범죄 반대 시위, 낙태죄 폐지와 같은 주제의 리트윗을 인용했으며, 이 중 일부가 남성에 대한 경멸적인 모욕을 포함한다고 주장했다. 이들은 이것이 아티스트가 해체된 메갈리아와 같은 급진 페미니스트 단체에 동조했다는 증거라고 주장했다. 항의의 일환으로 게임에 대한 리뷰 폭격이 있었고, 일부 플레이어들(총 약 10명)은 개발자들과 대면하기 위해 직접 회사 본사를 방문하기도 했다. 7월 26일 자정에 프로젝트문은 해당 아티스트를 직원에서 해고하고 이후 그녀가 제작한 작품은 더 이상 사용하지 않을 것이라고 발표했다. 개발사가 이 조치를 취한 공식적인 이유는 아티스트가 직원의 소셜 계정이 고용주를 간섭해서는 안 된다는 회사 정책을 위반했다는 것이었다.
프로젝트문과 다른 당사자들 사이에는 여러 세부 사항에 대해 상충되는 설명이 존재한다. 프로젝트문은 직원의 퇴사를 "계약 해지"라고 지칭했지만, 뉴스 보도와 노동 운동가들은 "해고" 또는 "정리 해고"라는 용어를 사용했다. 몇몇 언론에서는 게임의 부족한 밸런스와 한 여성이 노출이 심한 수영복 대신 몸을 완전히 가린 수영복을 입은 일러스트(플레이어들은 이 아티스트가 그렸다고 잘못 주장했다)에 대한 불만으로 시위가 촉발되었다고 보도했지만, 회사는 이 결정이 남성 플레이어들의 불만과 관련이 없다고 밝혔다. 프로젝트문은 아티스트와 상호 합의에 도달했으며, 이를 증명할 문서를 소유하고 있으며, 아티스트가 자발적으로 회사를 떠났다고 주장했다. 아티스트는 인터뷰에서 7월 25일 오후 11시에 전화로 해고 통보를 받았고, 관련 서류를 기다리라는 말을 들었다고 밝혔다.
프로젝트문의 행동은 언론에서 노동권 침해이자 반페미니즘 운동의 지지라고 묘사되었다. 여러 작가들은 이 분쟁을 2016년부터 대한민국 비디오 게임 산업에서 계속되는 여성주의에 대한 문화전쟁의 연장선상으로 보았다. 경향신문의 유선희 기자는 프로젝트문 사건을 한국 산업이 여성 플레이어를 희생시키면서 남성 플레이어를 불균형적으로 우선시하는 사례로 보았다. 유 기자는 또한 다른 여러 게임 회사들이 여성 개발자들의 소셜 미디어를 검열하고 이에 대해 질책한 사례들을 보도했다. 한겨레에 글을 쓰는 칼럼니스트 이승한은 아티스트가 회사에 입사하기 전에 작성하고 삭제한 리트윗에 대해 책임을 져서는 안 된다고 논평했다. 그는 이 사건을 "페미니스트 마녀사냥"이라고 지칭했다. 일부는 회사 정책이 헌법이 금지하는 소급 적용을 옹호했다고 말한다. 시사인'의 조경숙은 프로젝트문이 아티스트에 대한 괴롭힘을 간접적으로 가능하게 했고, 나중에 아티스트에게 그 책임을 전가했다고 주장했다. 조경숙은 프로젝트문과 시위자들을 림버스 컴퍼니의 디스토피아적 세계에 비유했다.
프로젝트문은 직원들을 보호하기 위해 회사의 입장에 불리한 정보를 유포하는 사람들에 대해 법적 조치를 취할 것이라고 밝혔다. 2023년 11월, 프로젝트문은 회사를 비난한 노동 운동가들을 명예훼손 및 영업 방해 혐의로 고소했다. 경찰은 2024년 7월 19일, 피고인들의 논란 후 아티스트가 회사를 떠났다는 진술이 오보가 아니므로 무죄로 판단되어 불송치 결정을 내렸다.

## 작품
| 연도 | 제목                   | 플랫폼                                               | 비고                                                                   | 각주   |
| ---- | ---------------------- | ---------------------------------------------------- | ---------------------------------------------------------------------- | ------ |
| 2018 | 로보토미 코퍼레이션    | 윈도우                                               | 2016년 앞서 해보기 출시                                                | [ 35 ] |
| 2021 | 라이브러리 오브 루이나 | 윈도우, 엑스박스 원, 플레이스테이션 4, 닌텐도 스위치 | 플레이스테이션 4 및 닌텐도 스위치 버전은 아크 시스템 웍스에서 퍼블리싱 | [ 36 ] |
| 2023 | 림버스 컴퍼니          | 윈도우, iOS, 안드로이드                              |                                                                        | [ 13 ] |